# Série de championnat de la Ligue nationale de baseball 2002
La Série de championnat de la Ligue nationale de baseball 2002 était la série finale de la Ligue nationale de baseball, dont l'issue a déterminé le représentant de cette ligue à la Série mondiale 2002, la grande finale des Ligues majeures.
Cette série quatre de sept débute le mercredi 9 octobre 2002 et se termine le lundi 14 octobre par une victoire des Giants de San Francisco, quatre victoires à une sur les Cardinals de Saint-Louis. 

## Équipes en présence
Écarté des séries éliminatoires la saison précédente, les Giants de San Francisco font un retour en matchs d'après-saison, même s'ils concèdent une fois de plus la première place de la division Ouest aux Diamondbacks de l'Arizona. Avec 95 victoires contre 66 défaites, les Giants prennent le deuxième rang à deux parties et demie d'Arizona mais se qualifient comme meilleurs deuxièmes dans la Ligue nationale.
En Série de divisions, les Giants se mesurent aux Braves d'Atlanta, meneurs de la section Est et gagnants d'un 11e titre de division consécutif. Avec 101 victoires en saison régulière, les Braves sont la meilleure équipe de la Nationale, mais ils s'inclinent en cinq parties devant San Francisco.
Les Cardinals de Saint-Louis (97-65 en saison régulière) décrochent facilement le titre de la division Centrale et se mesurent au premier tour éliminatoire aux Diamondbacks, gagnants de la division Ouest avec 98 victoires contre 64 revers, champions du monde en titre et vainqueurs de la Série mondiale 2001. Saint-Louis bat Arizona trois victoires à zéro.

## Déroulement de la série

### Calendrier des rencontres
| Match | Date       | Visiteur                 | Hôte                     | Score |
| ----- | ---------- | ------------------------ | ------------------------ | ----- |
| 1     | 9 octobre  | Giants de San Francisco  | Cardinals de Saint-Louis | 9 - 6 |
| 2     | 10 octobre | Giants de San Francisco  | Cardinals de Saint-Louis | 4 - 1 |
| 3     | 12 octobre | Cardinals de Saint-Louis | Giants de San Francisco  | 5 - 4 |
| 4     | 13 octobre | Cardinals de Saint-Louis | Giants de San Francisco  | 3 - 4 |
| 5     | 14 octobre | Cardinals de Saint-Louis | Giants de San Francisco  | 1 - 2 |

### Match 1
Mercredi 9 octobre 2002 au Busch Memorial Stadium, Saint-Louis, Missouri.
| Giants de San Francisco | 1 | 4 | 1 | 0 | 1 | 2 | 0 | 0 | 0 | 9 | 11 | 0 |
| Cardinals de Saint-Louis | 0 | 1 | 0 | 0 | 2 | 2 | 0 | 1 | 0 | 6 | 11 | 0 |
| Lanceurs partants : SF : Kirk Rueter STL : Matt Morris Vic. : Kirk Rueter (1-0) Déf. : Matt Morris (0-1) Sauv. : Robb Nen (1) HRs : SF : Kenny Lofton (1), David Bell (1), Benito Santiago (1) STL : Albert Pujols (1), Miguel Cairo (1), J. D. Drew (1) |   |   |   |   |   |   |   |   |   |   |    |   |

### Match 2
Jeudi 10 octobre 2002 au Busch Memorial Stadium, Saint-Louis, Missouri.
| Giants de San Francisco | 1 | 0 | 0 | 0 | 2 | 0 | 0 | 0 | 1 | 4 | 7 | 0 |
| Cardinals de Saint-Louis | 0 | 0 | 0 | 0 | 0 | 0 | 0 | 1 | 0 | 1 | 6 | 0 |
| Lanceurs partants : SF : Jason Schmidt STL : Woody Williams Vic. : Jason Schmidt (1-0) Déf. : Woody Williams (0-1) Sauv. : Robb Nen (2) HRs : SF : Rich Aurilia (1, 2) STL : Eduardo Pérez (1) |   |   |   |   |   |   |   |   |   |   |   |   |

### Match 3
Samedi 12 octobre 2002 au Pacific Bell Park, San Francisco, Californie.
| Cardinals de Saint-Louis | 0 | 0 | 2 | 1 | 1 | 1 | 0 | 0 | 0 | 5 | 6  | 1 |
| Giants de San Francisco | 0 | 1 | 0 | 0 | 3 | 0 | 0 | 0 | 0 | 4 | 10 | 0 |
| Lanceurs partants : STL : Chuck Finley SF : Russ Ortiz Vic. : Chuck Finley (1-0) Déf. : Jay Witasick (0-1) Sauv. : Jason Isringhausen (1) HRs : STL : Mike Matheny (1), Jim Edmonds (1), Eli Marrero (1) SF : Barry Bonds (1) |   |   |   |   |   |   |   |   |   |   |    |   |

### Match 4
Dimanche 13 octobre 2002 au Pacific Bell Park, San Francisco, Californie.
| Cardinals de Saint-Louis | 2 | 0 | 0 | 0 | 0 | 0 | 0 | 0 | 1 | 3 | 12 | 0 |
| Giants de San Francisco | 0 | 0 | 0 | 0 | 0 | 2 | 0 | 2 | X | 4 | 4  | 1 |
| Lanceurs partants : STL : Andy Benes SF : Liván Hernández Vic. : Tim Worrell (1-0) Déf. : Rick White (0-1) Sauv. : Robb Nen (3) HRs: SF : Benito Santiago (2) |   |   |   |   |   |   |   |   |   |   |    |   |

### Match 5
Lundi 14 octobre 2002 au Pacific Bell Park, San Francisco, Californie.
| Cardinals de Saint-Louis                                                                                 | 0 | 0 | 0 | 0 | 0 | 0 | 1 | 0 | 0 | 1 | 9 | 0 |
| Giants de San Francisco                                                                                  | 0 | 0 | 0 | 0 | 0 | 0 | 0 | 1 | 1 | 2 | 7 | 0 |
| Lanceurs partants : STL : Matt Morris SF : Kirk Rueter Vic. : Tim Worrell (2-0) Déf. : Matt Morris (0-2) |   |   |   |   |   |   |   |   |   |   |   |   |

## Joueur par excellence
Benito Santiago, des Giants de San Francisco, est nommé joueur par excellence de la Série de championnat 2002 de la Ligue nationale. À sa 16e saison complète en Ligue majeure, le receveur qui participe aux éliminatoires pour la deuxième fois seulement et qui n'a jamais joué en Série mondiale affiche une moyenne au bâton de ,300 en cinq parties face aux Cardinals, avec six coups sûrs, dont deux circuits, et six points produits. Frappant derrière le dangereux Barry Bonds dans le quatrième match de la série, il brise l'égalité de 2-2 avec un coup de circuit de deux points qui propulse les Giants en avant et leur permet de prendre une priorité de trois victoires à une contre Saint-Louis.